# Mahmudia, Tulcea
Mahmudia este satul de reședință al comunei cu același nume din județul Tulcea, Dobrogea, România.

## Istorie
Sursele romane, bizantine și genoveze denumesc localitatea Salsovia. În epoca otomană apare și numele de Mahmudia, păstrat de Regatul României după 1878. În decursul perioadei otomane (1422-1878), populației băștinașe de "Dicieni" (Românii dobrogeni) i se adaugă elemente moldovene alungate din Bugeac de către Tătari, dar mai ales numeroși fugari Lipoveni persecutați de Imperiul Rus, între anii 1654 și 1796, în două mari valuri: primul după răscoala lui Bulavin, pe vremea lui Petru cel Mare, al doilea, în timpul țarinei Ecaterina a II-a (1762-1796). Aceștia din urmă au fost însoțiți și de Ucraineni.

## Personalități
- Părintele Gheorghe Calciu-Dumitreasa